# Ruta 6 (Bolivien)
Die Ruta 6 ist eine Nationalstraße im südamerikanischen Andenstaat Bolivien.

## Streckenführung
Die Straße hatte ursprünglich eine Länge von 976 Kilometern, nach der Asphaltierung durch Begradigungen und Neutrassierung jedoch nur noch von 936 Kilometern, und durchquert in Südost-Nordwest-Richtung fast die gesamte Breite des Landes. Sie beginnt im bolivianischen Tiefland an der Grenze zu Paraguay und führt entlang fast der gesamten östlichen Anden-Kette der Cordillera Central bis an den Ostrand des Altiplano nahe Oruro. Die Straße durchquert die Departamentos Santa Cruz, Chuquisaca, Potosí und Oruro.
Die gesamte Strecke von Oruro bis Padilla ist oder wird asphaltiert, der Bereich bis Monteagudo ist noch unbefestigte Schotter- bzw. Erdpiste, von Monteagudo bis Boyuibe ist die Straße asphaltiert, von Boyuibe bis zur paraguayischen Grenze ist sie wiederum unbefestigte Piste.

## Geschichte
Die Ruta 6 ist mit Dekret 25.134 vom 21. August 1998 zum Bestandteil des bolivianischen Fernstraßennetzes „Red Vial Fundamental“ erklärt worden und umfasste zu diesem Zeitpunkt nur den 643 Kilometer langen Abschnitt östlich von Sucre.

## Streckenabschnitte

### Departamento Santa Cruz
- km 000: Hito Villazón
- km 108: Mandeyapecua
- km 128: Boyuibe
- km 196: Camiri
- km 228: Ipatí (Abzweig der Ruta 9)
- km 249: Lagunillas

### Departamento Chuquisaca
- km 326: Monteagudo
- km 456: Padilla
- km 480: Arquillos
- km 488: Tomina
- km 531: Zudáñez
- km 546: Puca Huasi
- km 553: Lamboyo
- km 562: Cayambuco
- km 569: Lajas Sijlla
- km 576: Tarabuco
- km 615: Yamparáez
- km 643: Sucre

### Departamento Potosí
- km 703: Ravelo
- km 720: Ocurí

- km 761: Macha
- km 779: Huancarani

- km 785: Pocoata
- km 816: Tacopalca
- km 822: Chuquihuta
- km 840: Cala Cala

- km 851: Uncía

- km 858: Llallagua
- km 865: Siglo XX

### Departamento Oruro
- km 914: Huanuni
- km 936: Machacamarca